# Vorkoetaopstand
De Vorkoetaopstand was de laatste en grootste opstand in de kampen van de Goelag rond de Noord-Russische stad Vorkoeta en vond plaats in juli 1953, na de dood van sovjetleider Jozef Stalin en een andere volksopstand (in de DDR) in juni van dat jaar. De opstand begon in mijn nr. 9. Er namen bijna 20.000 van de 300.000 gevangenen (zeks) deel (sommige bronnen spreken van de helft van alle gevangenen of nog meer). De opstand werd uiteindelijk neergeslagen door troepen van de NKVD en het Rode Leger. De opstand was ook onder andere overgeslagen naar de kampen van Norilsk. Hoewel duizenden doden vielen toen de opstanden werden neergeslagen, was het neerslaan van de opstanden echter zo kostbaar, dat de Sovjet-leiders zich gingen bezinnen op de manier waarop ze om moesten gaan met gedwongen arbeid. In de jaren tot 1956 werd daarop het grootste deel van goelagkampen gesloten. Voortaan werden de arbeiders voor grote projecten vooral geronseld door propaganda binnen de Komsomol.
Bij Vorkoeta bevindt zich een begraafplaats, waar 53 gevangenen werden begraven, die waren geëxecuteerd als vergelding voor de opstand.